# Hermann Gehri
Hermann Gehri   (26 de juliol de 1899 - 25 de novembre de 1979) va ser un lluitador suís, especialista en lluita lliure, que va competir durant la dècada de 1920.
El 1924 va prendre part en els Jocs Olímpics de París, on guanyà la medalla d'or en la competició del pes wèlter del programa de lluita.